# Лінгвістичне моделювання (математичне моделювання)
Термін «лінгвістичне моделювання» бере своє джерело з робіт американського науковця китайського походження Кінг Сунь Фу [,]. В його роботах були застосовані синоніми — «структурний підхід», «синтаксичний підхід», «лінгвістичний підхід».
Головним завданням лінгвістичного моделювання є перетворення чисельних рядів, експериментальних даних, багатомірних даних до лінгвістичних послідовностей та відновлення за ними формальної граматики мови відповідного характеру для вирішення наступного спектру проблем: аналіз та прогнозування часових рядів, розпізнавання образів різноманітної природи, автентифікація користувача за його рухами, розпізнавання емоційного стану оператора, діагностика хвороб опорно-рухового апарату операторів складних технічних систем на ранніх стадіях захворювання.
Лінгвістичне моделювання базується на трьох основних підходах: структурний підхід та математична лінгвістика, інтервальні обчислення та робастні методи, сучасні методи ймовірнісного моделювання [,,].
В основі лінгвістичного моделювання лежить лема існування ізоморфізма відворення чисельних даних до лінгвістичних послідовностей, на основі яких може бути побудована мова. Як висновок існування унікальної мови, яка фактично уособлюється наборами чисельних даних.